# Корейская епархия
Коре́йская епа́рхия (кор. 대한교구?, 大韓教區?) — епархия Русской православной церкви, объединяющая её общины на территории Корейской Народно-Демократической Республики и Республики Корея. Входит в состав Патриаршего экзархата Юго-Восточной Азии.

## История
С 1900 по 1949 год в Сеуле действовала учрежденная по инициативе министра финансов Сергея Витте Российская духовная миссия в Корее, в задачу которой входило попечение о православных российских подданных, проживавших или посещавших незадолго до того обретшую полную формальную независимость Корею, а также проповедь православия среди местного нехристианского населения. Недвижимое имущество Миссии, прекратившей деятельность после выдворения в июне 1949 года из Южной Кореи её управляющего архимандрита Поликарпа (Приймака), не сохранилось.
В 1955 году православные христиане в Южной Корее перешли под юрисдикцию Константинопольского патриархата. В 2004 году была учреждена Корейская митрополия Константинопольского патриархата.
30 сентября 2008 года во время визита южнокорейского президента Ли Мён Бака в Россию состоялась его встреча с Патриархом Алексием II, на которой обсудили возможность строительства новых храмов РПЦ в Южной Корее.
В ноябре 2013 года епископ Кызыльский и Тывинский Феофан (Ким), прибыв в Пусан на 10-ю ассамблею Всемирного совета церквей, заявлял для СМИ: «Сейчас такого конкретного вопроса — о возрождении Российской духовной миссии в Корее — не стоит. Это связано, во-первых, с тем, что духовное окормление наших российских граждан на сегодняшний день совершает Корейская митрополия Константинопольского патриархата, у них есть храмы здесь во всех крупных городах. И те прихожане, которые ищут духовного окормления, в первую очередь, приходят в те храмы, которые уже есть. Я сам прослужил больше 10 лет в Сеуле, как раз этим занимался.» 3 ноября председатель Отдела внешних церковных связей митрополит Волоколамский Иларион (Алфеев), глава делегации Русской Православной Церкви на Генеральной ассамблее Всемирного совета церквей, в сослужении епископа Кызыльского и Тывинского Феофана совершил литургию в Генеральном консульстве Российской Федерации в Пусане. Консул Владислав Мошкутело назвал событие «историческим моментом».
21 октября 2016 года решением Священного Синода архиепископ Сергий (Чашин) был назначен управляющим приходами Московского Патриархата в Юго-Восточной Азии и Восточной Азии. 15-18 июня 2017 года архиепископ Сергий вместе с членами делегации посетил Сеул для участия в презентации книги Святейшего Патриарха Кирилла «Свобода и ответственность» на корейском языке. Это мероприятие состоялось в посольстве Российской Федерации 15 июня и было подготовлено трудами протоиерея Павла (Канг), администратора Корейской миссии РПЦЗ.
В июне 2017 года в посольстве РФ в Сеуле управляющий приходами Московского патриархата в странах Восточной и Юго-Восточной Азии, руководитель Административного секретариата Московской патриархии архиепископ Солнечногорский Сергий (Чашин) представил перевод на корейский язык книги патриарха Московского и всея Руси Кирилла «Свобода и ответственность: в поисках гармонии. Права человека и достоинство личности». Посол Александр Тимонин, выступая на презентации книги, отметил, что Русская церковь активно развивает международные связи, расширяя свое присутствие, в том числе в азиатском регионе.
В конце августа 2018 года патриарх Московский и всея Руси Кирилл, в ходе встречи в Москве с председателем Православного комитета Корейской Народно-Демократической Республики Виталием Кимом Чи Соном и другими представителями КНДР, сказал: «Хотел бы особенно выразить удовлетворение тем вниманием, которое имеет лично к нашему храму лидер вашей страны господин Ким Чен Ын. Может быть, господин Ким Чен Ын когда-нибудь пожелает посетить этот храм. Для нас это было бы очень знаменательным, важным событием. К этому событию я бы мог послать в Пхеньян высокую делегацию Русской Православной Церкви <…> уже в 1900 году на Юге, в Сеуле, был построен православный храм. Мы предпринимаем какие-то усилия, чтобы восстановить этот храм, но, к сожалению, это до сих пор невозможно по каким-то причинам, которые нам не до конца понятны. Но у нас есть намерение там восстановить храм, с тем чтобы православные верующие могли вносить свой совместный вклад в мирное объединение своей родины». Наблюдатели расценили заявление патриарха Кирилла, сделанное несколько дней перед его поездкой в Стамбул для переговоров с Вселенским патриархом Варфоломеем по украинскому вопросу, как оспаривание юрисдикции Константинопольской церкви на Корейском полуострове.
15 октября 2018 года Русская православная церковь разорвала евхаристическое общение с Константинопольской. 28 декабря 2018 года Священный Синод Русской православной церкви — «в связи со значительными успехами миссии Русской Православной Церкви в странах Юго-Восточной Азии, выражающимися в умножении числа храмов и общин, появлении духовенства из числа местного населения, увеличения интереса к русскому Православию, а также в связи с увеличением русскоязычного населения на постоянной или временной основе проживающего в странах этого региона» — образовал Патриарший экзархат Юго-Восточной Азии, куда вошла в том числе Северная и Южная Корея. Как пояснил протоиерей Александр Волков: «Мы всегда с уважением относились к Константинопольскому патриархату и закрывали глаза на его претензии на попечение над всеми православными диаспорами. Но теперь этот подход имеет мало общего с действительностью, уже нет никаких оснований Константинопольскому патриархату считать себя правомочным брать под свое духовное покровительство вообще всю диаспору, как в Западной Европе, так и в других частях мира. Теперь приняты новые решения о том, как будет окормляться русскоязычная паства и те люди, которые относят себя к членам Русской православной церкви».
26 февраля 2019 года Священный синод РПЦ образовал Корейскую епархию в пределах Корейской Народно-Демократической Республики и Республики Корея с титулом епархиального архиерея «Корейский». На момент образования была наименьшей из епархий Русской православной церкви и состояла всего из двух приходов (в Пхеньяне и Сеуле). Учреждение епархии, не взирая на односторонние действия Константинопольского Патриархата на Украине, было резко осуждено митрополитом Корейским Амвросием (Зографосом) (Константинопольский патриархат) как «разрушение каноничности Православной церкви в Корее», подготовлявшееся Московским патриархатом «в течение нескольких десятилетий». Митрополит Сергий (Чашин) в ответ на заявления митрополита Амвросия заявил, что «В силу политических причин деятельность Миссии была приостановлена, её имущество было конфисковано. Лишь в 1955-м году, лишенные архипастырского попечения и не без влияния военного присутствия иностранных держав в Южной Корее, сохранившиеся приходы Русской Православной Церкви присоединились к архиепископии Константинопольского Патриархата в Америке. Признать законным происшедший под давлением политических сил переход клира и общин в другую юрисдикцию (без всяких отпустительных грамот) вряд ли представляется возможным. <…> Мы говорим сегодня не об учреждении „параллельной Церкви“, а о восстановлении духовной миссии Русской Православной Церкви».
9 июля 2019 года на заседании Священного Синода Русской Православной Церкви были приняты в юрисдикцию Русской Православной Церкви приходы Воскресения Христова в Сеуле и Рождества Пресвятой Богородицы в г. Пусане.
В январе 2024 года стало известно, что в Инчхоне планируется организация небольшого домового храма. Храм будет располагаться на территории взятого в аренду дома. 2 июня 2024 года архиепископ Корейский Феофан совершил освящение храма преподобного Антония Великого в городе Инчхоне.
30 июня 2024 года в храме Воскресения Христова в Сеуле прошла презентация богослужебного сборника, выпущенного книжным издательством Корейской епархии. Богослужебная книга представляет собой собрание чинопоследований основных церковных служб. В этой книге есть и другие наиболее часто употребляемые последования и молитвословия. В частности, это последование Панихиды, молитвы перед и после святого Причащения, а также последование Божественной Литургии.
7 июля 2024 года в городе Кёнджу была впервые совершена Божественная Литургия. Для проведения богослужений было арендовано небольшое помещение в одном из кварталов города, где сосредоточено русскоязычное население. Богослужение возглавил архиепископ Корейский Феофан, которому сослужили иеромонах Феофан (Пожидаев) и иеродьякон Нектарий (Лим). Решение о начале регулярных богослужений в городе Кёнджу было принято в ответ на просьбы проживающих в нём верующих. Первую службу в городе посетили не только жители г. Кёнджу, но и верующие из близлежащих городов Ульсана, Тэгу, Пусана.

## Приходы
- Храм Воскресения Христова в городе Сеуле.
- Храм Рождества Пресвятой Богородицы в городе Пусане
- Домовой храм преподобного Антония Великого на острове Йонджондо
- Приход Всех святых в Инчхоне
- Приход Царственных страстотерпцев в Кёнджу
- Приход Собора Архистратига Божия Михаила и прочих Небесных сил бесплотных в Чхонджу
- Приход во имя Живоначальной Троицы в городе Пхеньяне.

## Правящие архиереи
1. Сергий (Чашин) (26 февраля — 4 апреля 2019) в/у, митрополит Сингапурский
2. Феофан (Ким) (с 4 апреля 2019)